# Lærerstandens Brandforsikring
Lærerstandens Brandforsikring er et dansk forsikringsselskab, der tegner skadesforsikringer. Det blev etableret som et gensidigt selskab i 1880 af en gruppe lærere. Ophavsmanden var Carl Simonsen, der var skolelærer i landsbyen Spejlsby på Møn.
I dag er Lærerstandens Brandforsikring en del af LB Forsikring, som også består af Bauta Forsikring, Runa Forsikring og LB Forsikring til PFA. 
Der er ca. 400.000 medlemmer i LB Forsikring ifølge selskabets egen hjemmeside. Selskabet var i 2018 det ottendestørste skadesforsikringsselskab i Danmark, målt på markedsandele.